# Euoticus
Genre
Statut CITES
Euoticus est un genre de primates lorisiformes qui comprend deux espèces.

## Liste des espèces
Selon ITIS (6 septembre 2017) :
- Euoticus elegantulus (Le Conte, 1857) — Galago élégant[2] ou Galago mignon[2]
- Euoticus pallidus (Gray, 1863) — Galago sombre[3] ou Galago du Congo[3]